# 山本哲也 (作曲家)
山本 哲也（やまもと てつや、1989年8月19日 - ）は、日本の作曲家。

## 経歴
長野県生まれ。長野県須坂高等学校、国立音楽大学音楽文化デザイン学科、同大学大学院修士課程修了。マルセイユ地方音楽院とリヨン国立高等音楽院を経てリール地方音楽院修了。マルティン・マタロンに師事。作曲を川島素晴、北爪道夫、レジス・カンポに、ピアノを井上郷子に、指揮法を夏田昌和、森垣桂一に、笙を宮田まゆみに師事。日仏現代音楽協会、作曲の会「Shining」元会員。

## 受賞歴
2007年
- 第43回中山晋平記念音楽賞高校の部優秀賞

2008年
- 第44回中山晋平記念音楽賞高校の部優秀賞

2009年
- 第7回弘前桜の園作曲コンクール一般の部第2位

2010年
- 第8回弘前桜の園作曲コンクール一般の部第1位および弘前市長賞
- 第2回広島作曲コンクール大学生一般部門第2位
- 日本現代音楽協会第27回現音作曲新人賞受賞

2011年
- 日本学生支援機構平成23年度優秀学生顕彰奨励賞

2012年
- 東京国際芸術協会主催第12回TIAA全日本作曲家コンクール室内楽部門審査員賞
- 第1回江古田フルート祭作品募集入選

2013年
- 第9回タイ国際作曲コンクールファイナリスト[4]
- 第31回ACLシンガポール大会ACL青年作曲賞ファイナリスト[5]
- 第7回JFC作曲賞入選

2014年
- "Tokyo to New York" 作品公募選出
- "35th Annual Bowling Green New Music Festival" 作品公募入選

2015年
- 第6回アントニン・ドヴォルザーク国際作曲コンクール第1位および特別賞[6]

2016年
- "Bass Clarinet Miniatures 2016" 作品公募入選
- 第4回エディソン・デニソフ国際作曲コンクール第2位[7]
- 第12回四川音楽学院主催黄河杯学生対象国際作曲コンクール佳作[8]

2017年
- 第38回ヴァレンティーノ・ブッキ国際作曲コンクールファイナリスト[9]
- 第13回四川音楽学院主催黄河杯学生対象国際作曲コンクール佳作[10]

2018年
- Île de création 2018 優勝[11]
- 第14回四川音楽学院主催黄河杯学生対象国際作曲コンクール第2位[12]

2019年
- 第40回ヴァレンティーノ・ブッキ国際作曲コンクールファイナリスト[13]
- I International Composers Competition “New Music Generation - 2019”（カザフスタン）第3位[14]

2020年
- 第14回オルレアン国際ピアノコンクール用新作ピアノ独奏作品公募シュヴィロン=ボノー作曲賞[15]
- 第13回フランシスコ・エスクデロ国際作曲コンクール第1位[16]
- Prix Vedrarias Musique 2020ファイナリスト[17]
- 第16回四川音楽学院主催黄河杯学生対象国際作曲コンクール第2位[18]

2021年
- Musica Prospettiva主催shortones call for compositions公募第1位[19]

2022年
- IX International Piano Competition Smederevo I Prize[20]
- 久石譲主催"Music Future Vol.9" 第4回Young Composer's Competition優秀作品（10月、東京[21]）
- Call for Scores of the Festival Osmose 2022入選（12月、エヴェレ/ベルギー[22]）

2023年
- 第6回Artistes en Herbe国際作曲コンクール特別賞[23]

2024年
- アンドレ・シャルリエ作曲コンクールACA部門優勝[24]

## 作品
2008年
- Pulsation / Clarinet and Piano / 8'（第7回弘前桜の園作曲コンクール 一般の部 第2位）[25]

2009年
- 四阿の光―吹奏楽のための / Wind Orchestra / 7'30"
- チャラサックス / Saxophone Quartet / 6'20"

2010年
- INTER-KINESIS / Violin and Piano / 12'
- 誤謬 / Double Bass and Harp / 7'（第27回日本現代音楽協会現音作曲新人賞 第1位）[26]
- Degradation's Study / Bass Clarinet and Piano / 8'
- Universal Study / Clarinet Sextet / 4'40"（第12回TIAA全日本作曲家コンクール 室内楽部門 審査員賞）[27]

2011年
- perhpas vairation? / Baritone (Voice) / 7'30"
- ギミックバッハ / String Quartet / 9' (2010/11)
- 浮遊させる / Wind Ensemble / 6'30"
- 罪と撥 / Snare Drum / 7'30"
- Psychedelic Study / Clarinet / 5'30"
- スライドホイッスル三重奏曲 / 3 Slide Whistles / 4'30"
- cross stitch / Saxophone Sextet / 12'（第35回Bowling Green New Music Festival作品公募 入選）[28]
- Psychedelic Study I-b / Tenor Saxophone / 5'30"
- 10.5の小品 / Violin and Viola / 7'
- 黒曜 / Violin / 11'
- Kairos / Trombone and String Trio / 11'

2012年
- 辻/双叉路 / Piccolo and Violin / 8'
- 開演ベル No.1「2012冬」/ Fixed Media / 31"
- Green Ballade / Saxophone Quartet / 3'30"
- Apricot Ballade / Flute Quartet / 3'30"
- Colla / Piano / 6'30"
- 仏頂面 / Flute, Violin and Piano / 7'30"（第9回タイ国際作曲コンクール 本選進出）
- 紺碧に灯る三日月 / Alto Flute, Violin and Prepared Piano / 2'20"
- 織られた季節 / Prepared Piano 4 Hands (or Piano 4 Hands) / 3'30"
- COCOON / Flute Quartet / 4'50"（第1回江古田フルート祭作品募集 入選）[29]
- オリハルコン / Trumpet and Piano / 6'
- 民話「新・野々海の物語」のための音楽 / Reading and Ensemble / 18'

2013年
- popup fragments / Violin and Piano / 8' (2012/13)
- 2台ピアノと2人の打楽器奏者のための「幽さ」/ 2 Pianos and 2 Percussionists / 6'
- マンドリン五重奏のための「松竹梅」/ Mandolin Quintet / 10'30"
- Green Serenade / Saxophone Quartet / 3'30"
- Psychedelic Study I-d / Soprano Saxophone / 5'30" (2011/13)
- ES / 2 Percussionists / 9'30"（第31回ACLシンガポール大会ACL青年作曲賞 日本代表）
- 民話「新・野々海の物語」のための音楽（小編成版）/ Reading and Small Ensemble / 18'
- Capriccio / 2 Slide Whistles / 1'
- Luminosity / Clarinet and Electronics / 7'30"
- 二面性をもつアラベスク / Slide Whistle and String Quartet / 7'30"（第7回JFC作曲賞 入選）[30]
- Horizontal Study / Clarinet Quartet / 4'50"
- 百条 / Clarinet Quartet / 4'30"

2014年
- Kettenfaser / Chamber Orchestra / 7'
- Green Sonatine / Saxophone Quartet / 4'30"
- ...sur les couleurs de la vie / Vibraphone / 7'30"
- Accordion / Piano / 7'

2015年
- 瑕疵 / Zephyros (Trumpet in C with slide) and Guitar / 7'30"
- 氷炭 / 2 Bass Clarinets / 2'（Miniatures for Bass Clarinet Competition 2015 入選）[31]
- alphaphonie / Soprano (Voice) / 4'
- 山羊の時間 / Flute, Clarinet, Accordion, Violoncello and Percussion / 9'